# 泣いていた女の子
『泣いていた女の子』（ないていたおんなのこ）は、1979年4月から同年5月までNHKの『みんなのうた』で放送された楽曲である。作詞・作曲：みなみらんぼう、編曲：千代正行、唄：東京放送児童合唱団、アニメーション制作：月岡貞夫。
東京で母親が帰ってくるまで泣いていた女の子を題材にした楽曲。女の子が電話ボックスに入って電話をかけたり、夜になって星が出ている様子を歌っている。